# Crowland
Crowland – miasto w Anglii, w hrabstwie Lincolnshire, w dystrykcie South Holland. Leży 67 km na południe od Lincoln i 130 km na północ od Londynu. Miasto liczy 3607 mieszkańców.